# Prémilhat
Prémilhat är en kommun i departementet Allier i regionen Auvergne-Rhône-Alpes i de centrala delarna av Frankrike. Kommunen ligger  i kantonen Montluçon-Ouest (2e Canton) som ligger i arrondissementet Montluçon. År 2022 hade Prémilhat 2 513 invånare.

## Befolkningsutveckling
Antalet invånare i kommunen Prémilhat
Referens: INSEE